# Tori-Cada
Tori-Cada är en ort i Benin. Den ligger i den södra delen av landet, 50 km väster om huvudstaden Porto-Novo. Tori-Cada ligger 22 meter över havet och antalet invånare är 11 952.
Terrängen runt Tori-Cada är huvudsakligen platt. Tori-Cada ligger nere i en dal. Närmaste större samhälle är Allada, 10,8 km norr om Tori-Cada.
Omgivningarna runt Tori-Cada är en mosaik av jordbruksmark och naturlig växtlighet. Runt Tori-Cada är det ganska tätbefolkat, med 139 invånare per kvadratkilometer.